# Еренкьой
Еренкьой (на турски: Erenköy) е квартал в район Кадъкьой в Истанбул, Турция. Населението на Еренкьой е 34 684 души (2023)
. Площта е 1,351 km2. Най-значимата улица в квартала е авеню Етем Ефенди. В квартала има девическа гимназия Eренкьой, единственото училище за момичета в Истанбул.
На запад е Гьозтепе, на юг Джадебостан и Суадийе, а на север Сахрайъджедит.

## Пътуване
Автобусни линии, които отиват до Eренкьой:
- ER1: Kaдъкьой - Eренкьой
- ER2: Kaдъкьой - Eренкьой
- 17: Kaдъкьой - Пендик
- 252: Картал - Меджидиекьой
- 2: Юскюдар - Бостанджъ

Eренкьой има жп гара на Мармарай, жп гара Eренкьой.